# Armando Bartolazzi
Armando Bartolazzi (Roma, 11 febbraio 1961) è un medico e politico italiano, dal 9 aprile 2024 assessore all'Igiene, alla sanità e all'assistenza sociale della Regione Sardegna.
È stato sottosegretario di Stato al Ministero della salute dal 13 giugno 2018 al 5 settembre 2019 nel governo Conte I.

## Biografia
Nato a Roma, figlio di un bombolaio e una casalinga, dopo una breve parentesi come pilota militare all'Accademia Aeronautica di Pozzuoli agli inizi degli anni ‘80 si è laureato in medicina e chirurgia all'Università degli Studi La Sapienza, specializzandosi poi in oncologia medica nel 1991 e istologia ed anatomia patologica nel 1999.
Patologo all'Azienda ospedaliero-universitaria Sant'Andrea di Roma dal 2001, dov'è anche dirigente medico dell'Unità di Istologia e Anatomia patologica, si è occupato in particolare di tumori della tiroide.
Tra il 1987 e il 2010 ha fatto 67 pubblicazioni scientifiche.
Durante la campagna elettorale delle elezioni politiche del 2018 è stato presentato dal capo politico del Movimento 5 Stelle e candidato Presidente del Consiglio Luigi Di Maio come eventuale Ministro della salute di un eventuale governo monocolore, dove aveva messo in discussione il modo con cui era stata promossa l'obbligatorietà dei vaccini.
In seguito alla nascita del primo governo Conte sull'accordo tra la Lega e il Movimento 5 Stelle, il 13 giugno 2018 è stato nominato dal Consiglio dei ministri sottosegretario di Stato al Ministero della salute, carica che ha mantenuto fino alla fine del governo il 5 settembre 2019.
Il 9 aprile 2024 ha giurato come assessore alla sanità della Sardegna, nella nuova giunta guidata da Alessandra Todde.